# كهف موهلينبيرج
كهف موهلينبرج أو كهف ويندلوخ في موهلينبرغ  Windloch im Mühlenberg هو عبارة عن نظام كهف كارست متاهة في منطقة إنغلكيرشين في Ründeroth ، بألمانيا. بإجمالي طول موثق حتى الآن يبلغ 8453 متر هذا الكهف العملاق هو أكبر كهف في راينلاند وهو أكبر من كهوف هارت في فوبرتال وفي شمال الراين - ويستفاليا واكبر من كهف أطا .

## الموقع والوصف
يقع في جبل الحجر الجيري الأساسي في طبقات Hobräck ( من العصر الديفوني الأوسط ) ، وهي عبارة عن منصة من الحجر الجيري المرجاني يصل سمكها إلى 100 متر كحد أقصى ، وعمرها 35 مليون سنة على الأقل ولم يمسها البشر حتى عام 2019 . تتكون الكهف من نظام ممرات متعرجة تمتد من الغرب إلى الشرق حتى مو هلينبرج بين Walbach - Ponoren والمصب تحت الأرض عند مع أجر . المدخل ، الذي لا يمكن للجمهور الوصول إليه ، ليس بعيدًا عن الشمال الشرقي من كهف أجرتال . خلال النزول الأول ، وجد علماء الكهوف ممرات يبلغ طولها حوالي كيلومتر واحد وأقسام وسيطة كبيرة تشبه القاعة باتساع 40 مترًا. أدت القياسات المتتالية مع ما يصل إلى 17 من علماء الكهوف حتى الآن إلى إجمالي طول 8256 متر على امتداد الكهف (اعتبارًا من فبراير 2021) . وبالتالي ، فإن ثقب الرياح (وهذا ما يسمية علماء الكهوف )في موهلينبيرج يفي بتعريف نظام الكهف العملاق . وفقًا لقياسات عام 2020 ، فهو أكبر كهف في ولاية شمال الراين-وستفاليا.
لا حاليا توجد منشورات عن حيوانات الكهف كانت تعيش في الكهف. ولا يوجد حتى الآن تفسير لضفدع جاف تم توثيقه علميا وجد في أعماق الكهف.
أمكن العثور على بلورات و حفريات وتكوينات جبسية نادرة ، ولم يحدث لها تكسير أو أفساد في كهف ويندلوخ مثلما كان يحدث في الكهوف القديمة حيث كان السكان القدماء يكسرون البلورات ويأخذوها كحلي أو للمقايضة.
ربما لم يعد هناك أي اتصال بين كهف ويندلوخ وكهف أجرتال ، الذي يقع على بعد 200 متر منه . ومع ذلك تـُظهر الممرات في كلا الكهفين أن كلا الكهفين كانا متصلين في القديم ، ولكن حدث فصلهما لاحقًا بواسطة منخفض أرضي فصل بينهما.
تم العثور على أكبر زهور حديدية في أوروبا في هذا الكهف الكهف. وهي أشكلا زهور حديدية جميلة تبلغ مقاييسها نحو 2 سنتيمتر .

## التاريخ
قبل اكتشاف الكهف بعقود ، كان الباحثون يشكون في وجود كهوف أخرى في '''موهلينبيرج '''بالإضافة إلى '''كهف أجرتال'''. ومع ذلك ، بسبب نقص الموارد التقنية لم يكن من الممكن متابعة استبيان معلومات. كان الخبراء يبحثون عن مدخل منذ عام 1988. إذ كان هناك دليل على وجود نظام نفق محتمل في منطقة موهلينبيرغ وهو كهف فالباخ ، الذي يتسرب إلى فتحات السنونو في مساره المنخفض إلى أسفل في هذه المنطقة  ويظهر مرة أخرى على الجانب الآخر من الجبل بعد أقل من أربع ساعات من التفقد حتى نهايته ، وهذه تعتبر مسيرة سريعة بشكل غير عادي.
قدمت التجاويف الجبلية الصغيرة التي تم اكتشافها أثناء أعمال الطرق دليلاً على وجود كهف في تلك المنطقة. بالإضافة إلى ذلك ظهرت صدوع جبيلة في عام 2009 ، وكان هواء دافئ ينطلق من أحدها في الشتاء. بعد ذلك ، اتصل رئيس بلدية إنجليكيرشين ، جيرو كارتهاوس ، ، بـعالم الكهوف Stefan Voigt ، الذي تمكن مع زملائه من الوصول إلى الكهف.
تم الهبوط الأول لمجموعة العمل كلوترهوله Kluterthöhle في 23 مارس 2019. الكهف سيتم استكشافه بشكل منهجي في السنوات القادمة.

## اقرأ أيضا
- كهف شوفيه
- كهف ألتميرا
- عصر ما قبل التاريخ
- كهف الماموث

## روابط انترنت
- "Schlagwort: Windloch". Arbeitskreis Kluterthöhle.
- "Windloch im Mühlenberg". Arbeitskreis Kluterthöhle.
- "Windloch am Mühlenberg". Vortrag in Ründeroth-Walbach.

## التفاصيل
1. 1 2   {{استشهاد بكتاب}}: استشهاد فارغ! (مساعدة)
2. ↑  "„Windloch" im Bergischen offiziell „Riesenhöhle"". wdr.de. 11 سبتمبر 2019.
3. ↑  "Neues Höhlensystem in Oberberg – Forscher machen spektakuläre „Jahrhundertentdeckung"". rundschau-online.de. 2 أبريل 2019.
4. ↑  "Windloch: Frühere Verbindung zur Aggertalhöhle nachgewiesen". 28 يوليو 2021.
5. ↑  Ulrich Brämer (24 يونيو 2020). "Spektakuläre Riesenkristallfunde im Windloch". akkh.de.

Torsten Sülzer (24 يونيو 2020). "Gigantische Eisenblüten in Engelskirchen: Forscher machen Sensationsfund im Windloch". rundschau-online.de.

"„Windloch"-Höhle: Forscher machen jetzt unglaublichen Fund im Bergischen Land". Express.de. 24 يونيو 2020.
6. ↑  "Millionen Jahre alt: Forscher finden riesige Höhle im Bergischen Land". صحيفة شبيغل الإلكترونية. 5 أبريل 2019.
7. 1 2 3 4  Bernd Vorländer, Leif Schmittgen (4 أبريل 2019). "„Wir sind stolz auf unsere Unterwelt"". Oberberg-Aktuell.
8. 1 2  Aussage von Stefan Voigt im Interview mit dem WDR, veröffentlicht in: "„Windloch am Mühlenberg": Forscher erkunden weit verzweigte Höhle". tagesschau.de. 5 أبريل 2019. "نسخة مؤرشفة". مؤرشف من الأصل في 2023-03-18. اطلع عليه بتاريخ 2023-02-12.{{استشهاد ويب}}:  صيانة الاستشهاد: BOT: original URL status unknown (link)
9. 1 2  Torsten Sülzer (5 أبريل 2019). "Nach Sensationsfund bei Ründeroth: So sieht die größte Höhle des Rheinlands aus". rundschau-online.de.
10. ↑  "Spektakuläre Neuentdeckung vom AKKH: Größter Höhlenfund seit mehr als 35 Jahren". akkh.de. 24 مارس 2019.